# Emiel De Haes
Emiel De Haes (Heist-op-den-Berg, 2 augustus 1955) is een Belgisch voormalig professioneel wielrenner. Hij werd in 1973 Belgisch kampioen op de weg bij de junioren.
De Haes is de zwager van de Belgische wielerbroers Rudy, Danny en Eddy De Bie.

## Belangrijkste overwinningen
1973
- Belgisch kampioen op de weg, Junioren

## Grote rondes
| Jaar | Ronde van Italië | Ronde van Frankrijk | Ronde van Spanje |
| ---- | ---------------- | ------------------- | ---------------- |
| 1979 |                  | opgave              |                  |
| 1980 |                  |                     |                  |
| 1981 |                  |                     |                  |